# Vitträsk (sjö i Finland, Nyland)
Vitträsk är en sjö i Kyrkslätts kommun i Finland.   Den ligger i landskapet Nyland, i den södra delen av landet, 30 km väster om huvudstaden Helsingfors. Vitträsk ligger 57 meter över havet. I omgivningarna runt Vitträsk växer i huvudsak blandskog. Arean är 5,1 hektar och strandlinjen är 1,05 kilometer lång. Sjön  ingår i Finska vikens kustområde. 